# Championnat d'Europe de football espoirs 1998
Navigation
Euro espoirs 1996 Euro espoirs 2000
Le Championnat d'Europe de football espoirs 1998 est la onzième édition du championnat d'Europe des nations espoirs. Il se déroule du 23 au 31 mai 1998 en Roumanie. Huit formations participent à la phase finale après avoir remporté leur groupe des éliminatoires, où 46 nations étaient inscrites. Les matchs se déroulent à Bucarest. 
C'est l'Espagne qui remporte titre en battant la Grèce en finale, disputée au Stade Steaua de Bucarest. La Norvège prend la troisième place devant les Pays-Bas.

## Qualifications
La phase de qualification pour le Championnat d'Europe de football espoirs 1998 vit l'Allemagne, les Pays-Bas, la Norvège, la Roumanie, la Russie, l'Espagne et la Suède remporter leur groupe de qualification respectif. La Grèce et l'Angleterre, les deux premiers de groupe les moins performants ont dû s'affronter en barrage pour la dernière place qualificative. La Grèce s'est imposée contre l'Angleterre, se qualifiant ainsi pour le tournoi.

### Groupe 1
| Rang | Équipe             | Pts | J | G | N | P | Bp | Bc  | Diff |
| ---- | ------------------ | --- | - | - | - | - | -- | --- | ---- |
| 1    | Grèce              | 16  | 8 | 5 | 1 | 2 | 12 | 5   | +7   |
| 2    | Danemark           | 16  | 8 | 5 | 1 | 2 | 16 | 7   | +9   |
| 3    | Croatie            | 12  | 8 | 4 | 0 | 4 | 13 | 4   | +9   |
| 4    | Slovénie           | 9   | 8 | 3 | 0 | 5 | 9  | -4  | +13  |
| 5    | Bosnie-Herzégovine | 5   | 8 | 1 | 2 | 5 | 6  | -12 | +18  |

### Groupe 2
| Rang | Équipe     | Pts | J | G | N | P | Bp | Bc  | Diff |
| ---- | ---------- | --- | - | - | - | - | -- | --- | ---- |
| 1    | Angleterre | 18  | 8 | 5 | 3 | 0 | 7  | 6   | +1   |
| 2    | Géorgie    | 12  | 8 | 3 | 3 | 2 | 10 | 0   | +10  |
| 3    | Italie     | 11  | 8 | 3 | 2 | 3 | 17 | 11  | +6   |
| 4    | Pologne    | 8   | 8 | 1 | 5 | 2 | 10 | -5  | +15  |
| 5    | Moldavie   | 4   | 8 | 1 | 1 | 6 | 5  | -12 | +17  |

### Groupe 3
| Rang | Équipe   | Pts | J | G | N | P | Bp | Bc  | Diff |
| ---- | -------- | --- | - | - | - | - | -- | --- | ---- |
| 1    | Norvège  | 17  | 8 | 5 | 2 | 1 | 22 | 12  | +10  |
| 2    | France   | 15  | 8 | 4 | 3 | 1 | 13 | 5   | +8   |
| 3    | Suisse   | 9   | 8 | 2 | 3 | 3 | 13 | -4  | +17  |
| 4    | Finlande | 9   | 8 | 2 | 3 | 3 | 8  | -2  | +10  |
| 5    | Hongrie  | 4   | 8 | 1 | 1 | 6 | 9  | -11 | +20  |

### Groupe...
[ Incomplet ... ]

### Équipes qualifiées
| Pays      | Qualifié en tant que               | Participation précédentes                    |
| --------- | ---------------------------------- | -------------------------------------------- |
| Norvège   | Vainqueur du Groupe 3              | -                                            |
| Suède     | Vainqueur du Groupe 4              | 3 (1986, 1990, 1992)                         |
| Russie    | Vainqueur du Groupe 5              | 1 (1994)                                     |
| Espagne   | Vainqueur du Groupe 6              | 7 (1982, 1984, 1986, 1988, 1990, 1994, 1996) |
| Pays-Bas  | Vainqueur du Groupe 7              | 2 (1988, 1992)                               |
| Roumanie  | Vainqueur du Groupe 8              | 0 (Début)                                    |
| Allemagne | Vainqueur du Groupe 9              | 2 (1992, 1996)                               |
| Grèce     | Vainqueur du Groupe 1 & du Barrage | 1 (1988, 1994)                               |

1. ↑  En gras est indiqué les années où le pays est titré

## Phase finale
La phase finale a lieu en mai 1998 en Roumanie.

### Tableau
|  | Quarts de finale       | Quarts de finale       |                        |                        | Demi-finales           | Demi-finales           |   |  | Finale                 | Finale                 |
|  | Quarts de finale       | Quarts de finale       |                        |                        | Demi-finales           | Demi-finales           |   |  | Finale                 | Finale                 |
|  |                        |                        |                        |                        |                        |                        |   |  |                        |                        |
|  | 23 mai 1998 - Bucarest | 23 mai 1998 - Bucarest |                        |                        | 26 mai 1998 - Bucarest | 26 mai 1998 - Bucarest |   |  | 31 mai 1998 - Bucarest | 31 mai 1998 - Bucarest |
|  | 23 mai 1998 - Bucarest | 23 mai 1998 - Bucarest |                        |                        | 26 mai 1998 - Bucarest | 26 mai 1998 - Bucarest |   |  | 31 mai 1998 - Bucarest | 31 mai 1998 - Bucarest |
|  | Allemagne              | 0                      |                        |                        | 26 mai 1998 - Bucarest | 26 mai 1998 - Bucarest |   |  | 31 mai 1998 - Bucarest | 31 mai 1998 - Bucarest |
|  | Allemagne              | 0                      |                        |                        | 26 mai 1998 - Bucarest | 26 mai 1998 - Bucarest |   |  | 31 mai 1998 - Bucarest | 31 mai 1998 - Bucarest |
|  | Grèce                  | 1                      |                        |                        | 26 mai 1998 - Bucarest | 26 mai 1998 - Bucarest |   |  | 31 mai 1998 - Bucarest | 31 mai 1998 - Bucarest |
|  | Grèce                  | 1                      | Grèce                  | 3                      |                        |                        |   |  | 31 mai 1998 - Bucarest | 31 mai 1998 - Bucarest |
|  | 23 mai 1998 - Bucarest |                        | Grèce                  | 3                      |                        |                        |   |  | 31 mai 1998 - Bucarest | 31 mai 1998 - Bucarest |
|  |                        | Pays-Bas               | 0                      |                        |                        |                        |   |  | 31 mai 1998 - Bucarest | 31 mai 1998 - Bucarest |
|  | Pays-Bas               | Pays-Bas               | 0                      | 2                      |                        |                        |   |  | 31 mai 1998 - Bucarest | 31 mai 1998 - Bucarest |
|  | Pays-Bas               |                        |                        | 2                      |                        |                        |   |  | 31 mai 1998 - Bucarest | 31 mai 1998 - Bucarest |
|  | Roumanie               | 1                      |                        |                        |                        |                        |   |  | 31 mai 1998 - Bucarest | 31 mai 1998 - Bucarest |
|  | Roumanie               | 1                      | Grèce                  | 0                      |                        |                        |   |  |                        |                        |
|  | 24 mai 1998 - Bucarest |                        | Grèce                  | 0                      |                        |                        |   |  |                        |                        |
|  |                        | Espagne                | 1                      |                        |                        |                        |   |  |                        |                        |
|  | Espagne                | Espagne                | 1                      | 2                      |                        |                        |   |  |                        |                        |
|  | Espagne                | 27 mai 1998 - Bucarest |                        | 2                      |                        |                        |   |  |                        |                        |
|  | Russie                 | 1                      |                        |                        |                        |                        |   |  |                        |                        |
|  | Russie                 | 1                      | Espagne                | 1                      |                        |                        |   |  |                        |                        |
|  | 23 mai 1998 - Bucarest | 23 mai 1998 - Bucarest | Espagne                | 1                      | Match pour la 3e place | Match pour la 3e place |   |  |                        |                        |
|  | 23 mai 1998 - Bucarest | 23 mai 1998 - Bucarest |                        | Norvège                | Match pour la 3e place | Match pour la 3e place | 0 |  |                        |                        |
|  | Norvège                | 1                      | 31 mai 1998 - Bucarest | 31 mai 1998 - Bucarest |                        |                        | 0 |  |                        |                        |
|  | Norvège                | 1                      | 31 mai 1998 - Bucarest | 31 mai 1998 - Bucarest |                        |                        |   |  |                        |                        |
|  | Suède                  | 0                      |                        | Pays-Bas               | 0                      |                        |   |  |                        |                        |
|  | Suède                  | 0                      |                        | Pays-Bas               | 0                      |                        |   |  |                        |                        |
|  |                        |                        |                        |                        |                        |                        |   |  | Norvège                | 2                      |
|  |                        |                        |                        |                        |                        |                        |   |  | Norvège                | 2                      |

### Match pour la3eplace
| 31 mai 1998 | Pays-Bas | 0 - 2 | Norvège                  | Stadionul Cotroceni, Bucarest |                         |
|             |          |       | Steffen Iversen 17e, 74e | Arbitrage : Metin Tokat       | Arbitrage : Metin Tokat |

### Finale
| 31 mai 1998 | Grèce | 0 - 1 | Espagne        | Stade Steaua, Bucarest   |                          |
|             |       |       | Iván Pérez 65e | Arbitrage : Ľuboš Micheľ | Arbitrage : Ľuboš Micheľ |

## Classement final
| Classement | Équipe    |
| ---------- | --------- |
| 1          | Espagne   |
| 2          | Grèce     |
| 3          | Norvège   |
| 4          | Pays-Bas  |
| 5          | Allemagne |
| 6          | Suède     |
| 7          | Russie    |
| 8          | Roumanie  |